# Évacuation d'Odessa

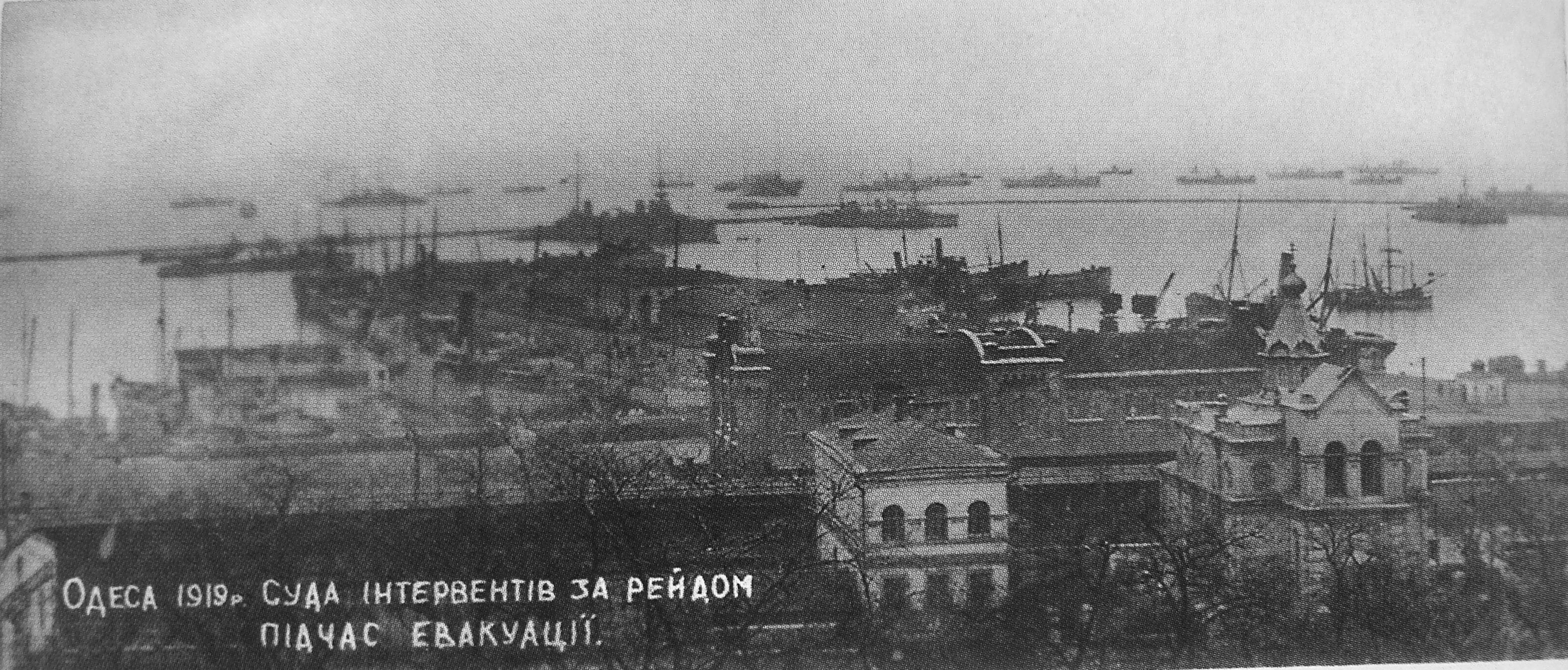
Évacuation des troupes françaises du port d'Odessa, avril 1919

Plan d'Odessa en 1919

L'évacuation d'Odessa est un épisode de la guerre civile russe qui voit l'évacuation par la mer — durant la première semaine du mois d'avril 1919 — des troupes, armes et munitions stationnées par la Triple-Entente dans le port d'Odessa (aujourd'hui en Ukraine).

### Sources et bibliographie
- (ru) Cet article est partiellement ou en totalité issu de l’article de Wikipédia en russe intitulé « Одесская эвакуация (1919) » (voir la liste des auteurs).